# Каштан, Уильям
Уильям Каштан (англ. William Kashtan; 1909—1993) — деятель канадского коммунистического движения.

## Биография
Родился в рабочей семье. С 1927 активно участвует в коммунистическом движении Канады. В 1938—1946 занимал различные посты в организациях Коммунистической партии Канады (КПК) в провинциях Квебек и Онтарио. В 1946—1964 секретарь национального комитета КПК по работе в профсоюзах и организационным вопросам. С января 1965 генеральный секретарь КПК. Занял этот пост через семь месяцев после смерти предыдущего генерального секретаря Лесли Морриса. Против избрания Каштана активно выступал председатель КПК Тим Бак. Возглавлял партию до мая 1988 года. Был просоветским лидером-ортодоксом. В начале 1990-х годов активно выступал против попыток своего преемника Джорджа Хьюисона реформировать партию.